# لوئیس درسته
لوئیس درسته (اسپانیایی: Luis Doreste‎؛ زادهٔ ۷ مارس ۱۹۶۱) قایقران قایق بادبانی اهل اسپانیا است.